# Questione di stile
Questione di stile (Style and Substance) è una serie televisiva statunitense in 13 episodi trasmessi per la prima volta nel corso di una sola stagione nel 1998.
È una sitcom incentrata sulle vicende di Chelsea Stevens, impertinente e narcisista dirigente di una società multimediale, e della sua nuova produttrice, Jane Sokol, appena giunta a New York.

## Personaggi e interpreti
- Chelsea Stevens (13 episodi, 1998), interpretata da Jean Smart.
- Jane Sokol (13 episodi, 1998), interpretata da Nancy McKeon.
- Terry (13 episodi, 1998), interpretata da Heath Hyche.
- Trudy Weissman (13 episodi, 1998), interpretata da Linda Kash.
- Mr. John (13 episodi, 1998), interpretato da Joseph Maher.
- Bobby (3 episodi, 1998), interpretato da Vyto Ruginis.
- Earl (2 episodi, 1998), interpretato da Alan Autry.

## Produzione
La serie fu prodotta da Cloudland Company e Touchstone Television e girata a Burbank in California. Le musiche furono composte da Ray Colcord e Brad Hatfield.

### Registi
Tra i registi della serie sono accreditati:
- Jay Sandrich in 11 episodi (1998)
- Peter Tolan

## Distribuzione
La serie fu trasmessa negli Stati Uniti dal 5 gennaio 1998 al 2 settembre 1998 sulla rete televisiva CBS. In Italia è stata trasmessa su RaiDue con il titolo Questione di stile.
Alcune delle uscite internazionali sono state:
- negli Stati Uniti il 5 gennaio 1998 (Style and Substance)
- in Francia il 22 settembre 2000 (Style & Substance)
- in Italia (Questione di stile)

## Episodi
| Stagione       | Episodi | Prima TV USA |
| -------------- | ------- | ------------ |
| Prima stagione | 13      | 1998         |